# Szegedi AK

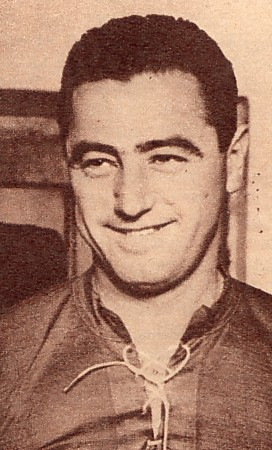
Toldi Géza jugó en el club entre 1941 y 1942.

El Szegedi AK fue un equipo de fútbol de Hungría que alguna vez jugó en la NB1, la primera división de fútbol en el país.

## Historia
Fue fundado el 22 de mayo de 1899 en la ciudad de Szeged y tuvo varios cambios de nombre a lo largo de su historia, los cuales fueron:
- 1899–1926: Szegedi Atlétikai Klub (SZAK)
- 1926–1931: Bástya FC
- 1931–1944: Szeged FC
- 1945–1949: Szegedi Atlétikai Klub (SZAK)
- 1949–1950: Szegedi MTE
- 1950–1957: Szegedi Petőfi
- 1957–1976: Szegedi Atlétikai Klub (SZAK)

En la temporada de 1926/27 juega por primera vez en la NB1, temporada en la que termina en séptimo lugar, liga en la que llegó a jugar en 21 temporadas no consecutivas en donde su mayor logro fue el haber alcanzado la final de la Copa de Hungría en la que perdió ante el Bocskai.
El club desaparece el 31 de diciembre de 1976 luego de que se fusiona con el Szegedi EAC para crear al Szegedi Egyetemi és Olajipari Atlétikai Klub.

## Palmarés
- NB2:

1949/50

## Participación en competiciones internacionales
| Temporada | Torneo       | Ronda | Club            | Casa | Visita | Global |
| --------- | ------------ | ----- | --------------- | ---- | ------ | ------ |
| 1935      | Copa Mitropa | 1     | SK Slavia Praha | 1-4  | 1-0    | 2–4    |

## Jugadores

### Jugadores destacados
Los jugadores que aparecen en Negrita llegaron a jugara para su respectiva selección nacional.
| - Otto Höss - Ábrahám Jenő - László Bonyhádi - János Aknai - Bela Bakó - Lajos Baróti - Itsván Beneda - Béla Csáki - László Cseh - Mihály Cserhalmi - Rezso Emődi - Sándor Fröhlich | - János Gyarmati - László Gyurik - Sándor Harangozó - György Kalmár - Karoly Kis - Mihály Kispéter - Lajos Korányi - Mátyás Korányi - Károly Lakat - Béla Ludwig - Itsván Miklósi - Antal Nagy | - Toldi Geza - Pál Orosz - József Pálinkás - József Péter - Mihály Solti - Antal Szabó - Ferenc Szedlacsik - György Tóth - Jeno Tóth - Lajos Wéber - Ignác Werner |